# Ichthyophis longicephalus
Ichthyophis longicephalus é uma espécie de anfíbio gimnofiono. É endémica da Índia. Esta espécie subterrãnea ocorre associada com húmus, manta morta e solos húmidos em florestas de folha perene húmidas. Assume-se que a sua reprodução seja ovípara, com ovos terrestres e larvas aquáticas.